# Tereza Voborníková
Tereza Voborníková (* 31. Mai 2000 in Vrchlabí, Královéhradecký kraj) ist eine tschechische Biathletin. Sie ist zweifache Juniorenweltmeisterin und nahm als Teil der Nationalmannschaft an den Olympischen Spielen 2022 teil. Mit der Mixedstaffel wurde sie 2025 Vizeweltmeisterin.

## Sportliche Laufbahn

### Erfolge auf Juniorenebene
Tereza Voborníková trat als junges Mädchen einem regionalen Skilanglaufverein bei, im Jahr 2014 erfolgte der Wechsel zum Biathlon. Vier Jahre später, im Januar 2018, debütierte sie in Nové Město na Moravě im IBU-Junior-Cup und wurde 46. des Sprints. Im August des Jahres gab es den ersten Erfolg, als die Tschechin mit der Juniorenmixedstaffel Gold bei den Sommerbiathlonweltmeisterschaften gewann. In der Folgesaison debütierte Voborníková mit 18 Jahren im IBU-Cup und wurde in Duszniki-Zdrój sofort 28. des Sprints. Kurz darauf gewann sie bei den Juniorenweltmeisterschaften in der Jugendkonkurrenz die Silbermedaillen in Einzel und Verfolgung. Nach guten Ergebnissen am Ende des Kalenderjahres 2019 gab Voborníková im Januar 2020 in Oberhof ihren Einstand im Biathlon-Weltcup, unter 100 Startern wurde sie 84. des Sprintrennens. Auch beim Folgeweltcup in Ruhpolding startete die Tschechin im Sprint und in der Staffel. Kurz darauf debütierte sie in Minsk auch bei den Europameisterschaften, bestes Ergebnis wurde Rang 8 mit der Mixedstaffel. Die Saison 2020/21 verlief für Voborníková nicht unbedingt nach Wunsch. Nachdem sie zu Beginn des Winters noch im Weltcup gestartet war, lief sie nach schwachen Ergebnissen für den Rest der Saison in der zweithöchsten Rennklasse. Ihre besten Ergebnisse feierte die Tschechin hier am Saisonende in Obertilliach. Zunächst stellte sie mit zwei 12. Plätzen persönliche Bestleistungen auf, woraufhin ihr mit der Mixedstaffel hinter den Teams aus Deutschland und Norwegen auch das erste Podium gelang.

### Olympische Spiele und erste Weltcuppunkte
Erneute Bestleistungen erzielte Voborníková zu Beginn des Winters 2021/22 in Idre und Sjusjøen, von sechs Rennen schloss sie die Hälfte unter den besten Zehn ab. Dank dieser Ergebnisse startete die Tschechin in der weiteren Saison im Weltcup. In Hochfilzen gab es einen ersten Top-10-Platz mit der Staffel, in Antholz gewann sie mit Rang 29 im Einzel erstmals Weltcuppunkte. Zudem schrammte Voborníková nur knapp an einem Staffelpodest vorbei, nachdem Lucie Charvátová in der vorletzten Runde unglücklich stürzte und das Team auf Rang 6 ins Ziel führte. Erster Höhepunkt der Saison wurde die Nominierung für die Olympischen Spiele in Peking. Als mit Abstand jüngste Starterin des tschechischen Teams wurde sie 34. des Einzels, 58. im Sprint und im zugehörigen Verfolger überrundet. Ihre letzten Juniorenweltmeisterschaften in Soldier Hollow wurden 2022 auch Voborníkovás erfolgreichste, sie gewann Gold in Sprint und Verfolgung sowie Bronze im Einzelrennen. Als beste Athletin der Junioren-WM bekam die Tschechin schließlich eine Wildcard für das Saisonfinale in Oslo, wo sie 31. und 24. wurde und damit eine Bestleistung aufstellte. Den Winter schloss Voborníková als 66. der Gesamtwertung ab.

### Etablierung in der erweiterten Weltspitze

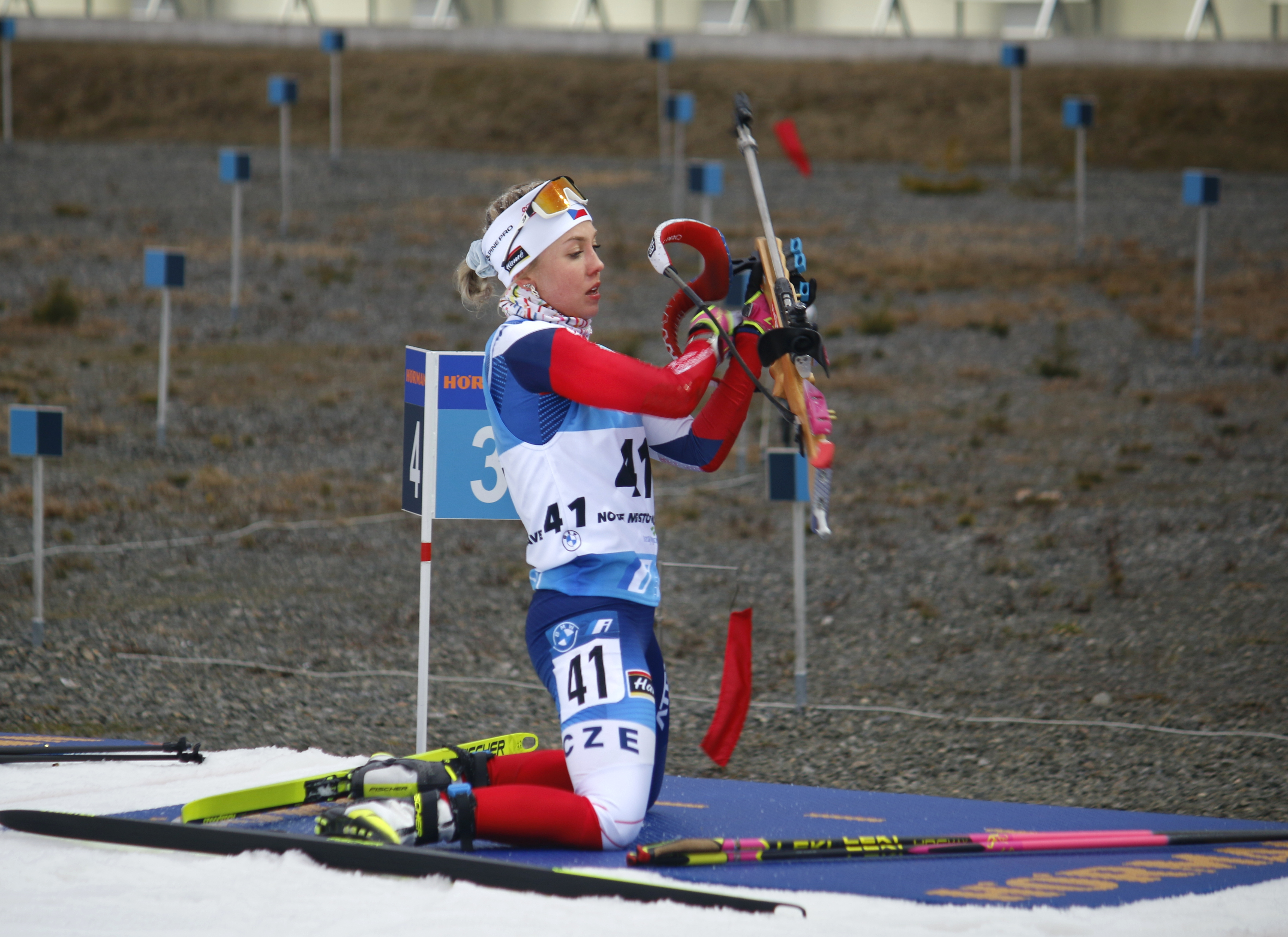
Voborníková beim Liegendschießen

In der Saison 2022/23 etablierte sich Voborníková auch auf der höchsten Ebene. Im Verlauf des Winters unterbot sie mehrfach ihre beste Individualplatzierung in den Top 30, mit der Staffel ging es in Ruhpolding auf Platz fünf. Die größte Aufmerksamkeit erzielte die Tschechin bei den Weltmeisterschaften 2023. Als Startläuferin überzeugte sie bei allen Staffelrennen, im Sprint lief sie trotz eines Schießfehlers auf Rang 18. In der Verfolgung verbesserte sich Voborníková bis auf den siebten Rang und qualifizierte sich damit auch für ihren ersten Massenstart. Ihre bis dahin beste Platzierung erzielte sie beim Saisonfinale in Oslo, wo sie ohne Fehler Sechste des Sprints wurde und einen weiteren Massenstart antrat. In der Weltrangliste belegte sie am Saisonende Rang 43 und war damit drittbeste Tschechin. Bei den Sommerbiathlon-Weltmeisterschaften 2023 überzeugte sie zudem als Fünfte des Massenstarts und Sechste des Supersprints.
Ein erneuter Leistungssprung im läuferischen Bereich verhalf Voborníková im Winter 2023/24 zu ihrer mit Abstand besten Saison. Im Saisonverlauf schloss sie mit Ausnahme zweier Sprints jedes Einzelrennen unter den besten 40 ab, darunter 14-mal unter den Top 20. In der Lenzerheide belegte die Tschechin im Sprint den neunten Rang, eine Woche vorher wurde sie im Verfolger von Hochfilzen mit fehlerfreiem Schießen Elfte. Nach den Weltmeisterschaften 2024, bei welchen sie Rang 13 in der Verfolgung erreichte, zeigte Voborníková im dritten Trimester mit den Plätzen fünf und acht in Einzel und Massenstart von Oslo auf, womit sie ihr persönlich bestes Weltcupergebnis aufstellte. Das beste Saisonresultat mit der Damenstaffel erreichten die Tschechinnen als Fünfte in Soldier Hollow. Am Ende des Winters belegte Voborníková den 16. Rang in der Weltrangliste und war damit erstmals beste Athletin ihres Heimatlandes. Auch im darauffolgenden August war sie bei den Sommerbiathlon-Weltmeisterschaften 2024 äußerst erfolgreich, indem sie die Goldmedaille im Sprint sowie Bronze im Massenstart gewann.
Die Saison 2024/25 verlief zu Beginn eher schleppend, erst nach dem Jahreswechsel kamen in Ruhpolding und Antholz mit zwei elften und einem neunten Platz gute Ergebnisse zustande. Besonders am Saisonende zeigte die Tschechin aber ihr Können, als sie sich in Oslo zunächst im Verfolger von 25 auf sieben verbesserte und auch im abschließenden Massenstart, dank fehlerfreier Schießleistung, Platz acht belegte. Höhepunkt der Saison waren aber die Weltmeisterschaften, in deren Rahmen sie gemeinsam mit Jessica Jislová, Vítězslav Hornig und Michal Krčmář die Silbermedaille im Mixedwettkampf gewann. Diese stellte die vierte Mixedstaffelmedaille der WM-Geschichte sowie die erste Staffelmedaille seit den Weltmeisterschaften 2020 dar.

## Persönliches

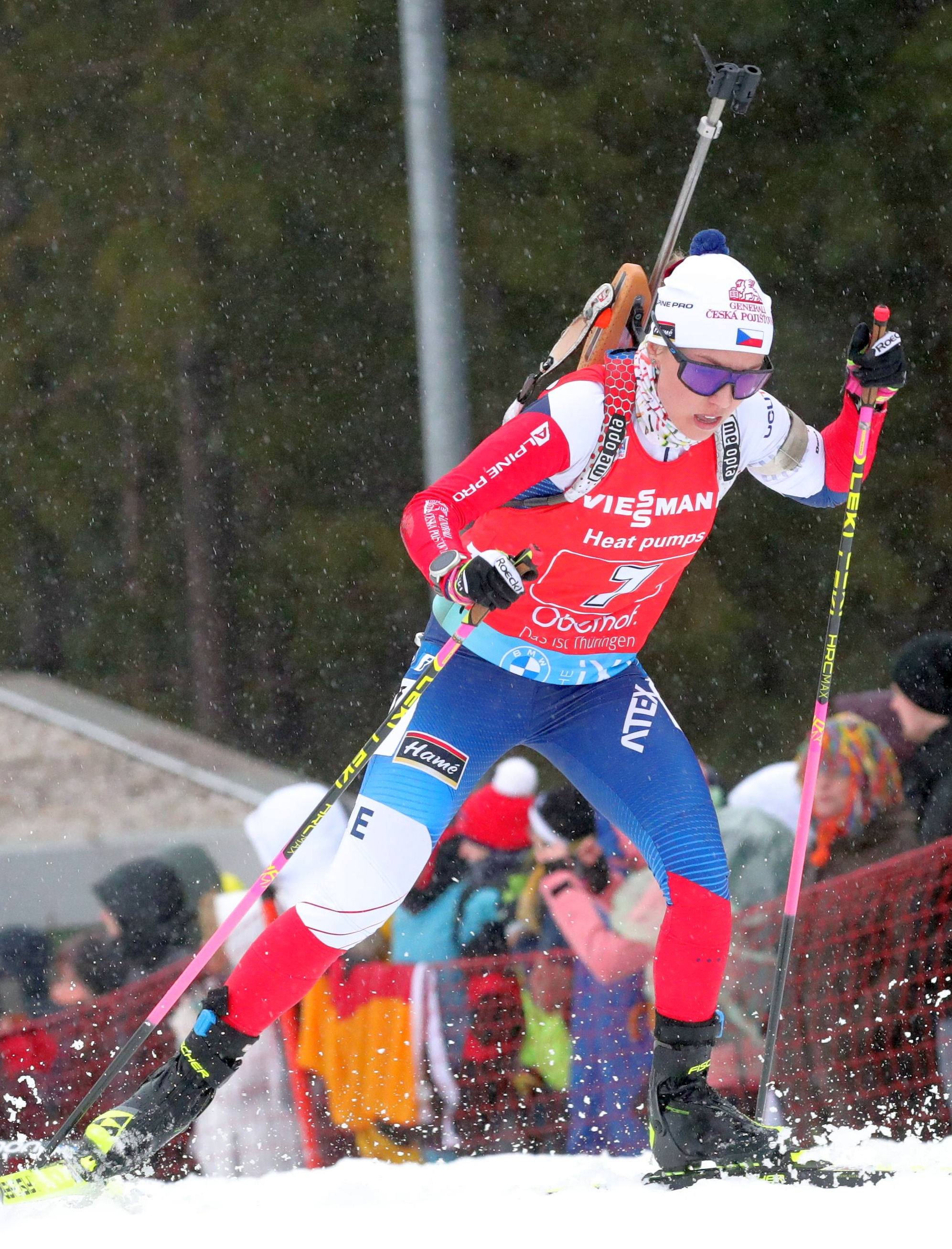
Voborníková im Staffelrennen der WM 2023

Voborníková lebt in Hostinné. Sie ist in einer Beziehung mit ihrem Teamkollegen Mikuláš Karlík. Als Schülerin besuchte sie das Sportovní centrum in Jilemnice, an welchem auch schon andere Biathleten wie Jaroslav Soukup, Veronika Vítková und Lucie Charvátová lernten. Derzeit studiert Voborníková Ernährungswissenschaften an der Masaryk-Universität in Brünn.

## Statistiken

### Weltcupplatzierungen
Die Tabelle zeigt alle Platzierungen (je nach Austragungsjahr einschließlich Olympische Spiele und Weltmeisterschaften).
- 1.–3. Platz: Anzahl der Podiumsplatzierungen
- Top 10: Anzahl der Platzierungen unter den ersten zehn (einschließlich Podium)
- Punkteränge: Anzahl der Platzierungen innerhalb der Punkteränge (einschließlich Podium und Top 10)
- Starts: Anzahl gelaufener Rennen in der jeweiligen Disziplin
- Staffel: inklusive Mixed- und Single-Mixed-Staffeln

| Platzierung               | Einzel | Sprint | Verfolgung | Massenstart | Staffel | Gesamt |
| ------------------------- | ------ | ------ | ---------- | ----------- | ------- | ------ |
| 1. Platz                  |        |        |            |             |         |        |
| 2. Platz                  |        |        |            |             |         |        |
| 3. Platz                  |        |        |            |             |         |        |
| Top 10                    | 1      | 3      | 1          | 2           | 21      | 28     |
| Punkteränge               | 6      | 14     | 13         | 8           | 26      | 67     |
| Starts                    | 11     | 27     | 17         | 8           | 26      | 89     |
| Stand: Saisonende 2024/25 |        |        |            |             |         |        |

### Weltcupwertungen
Ergebnisse bei Weltcups (Disziplinen- und Gesamtweltcup) gemäß Punktesystem.
| Saison  | Einzel | Einzel | Sprint | Sprint | Verfolgung | Verfolgung | Massenstart | Massenstart | Gesamt | Gesamt |
| Saison  | Platz  | Punkte | Platz  | Punkte | Platz      | Punkte     | Platz       | Punkte      | Platz  | Punkte |
| ------- | ------ | ------ | ------ | ------ | ---------- | ---------- | ----------- | ----------- | ------ | ------ |
| 2021/22 | 50.    | 12     | 78.    | 10     | 59.        | 17         | –           | –           | 66.    | 39     |
| 2022/23 | 45.    | 19     | 40.    | 51     | 47.        | 27         | 42.         | 12          | 43.    | 109    |
| 2023/24 | 12.    | 66     | 16.    | 133    | 19.        | 126        | 17.         | 84          | 16.    | 409    |
| 2024/25 | 36.    | 30     | 24.    | 109    | 16.        | 122        | 20.         | 88          | 21.    | 349    |

### Olympische Winterspiele
Ergebnisse bei Olympischen Winterspielen:
|                                        | Einzelwettbewerbe | Einzelwettbewerbe | Einzelwettbewerbe | Einzelwettbewerbe | Staffelwettbewerbe | Staffelwettbewerbe |
| Einzel                                 | Sprint            | Verfolgung        | Massenstart       | Damenstaffel      | Mixedstaffel       |                    |
| -------------------------------------- | ----------------- | ----------------- | ----------------- | ----------------- | ------------------ | ------------------ |
| Olympische Winterspiele 2022 \| Peking | 34.               | 58.               | LAP               | –                 | –                  | –                  |

### Biathlon-Weltmeisterschaften
Ergebnisse bei den Weltmeisterschaften:
| Weltmeisterschaften | Weltmeisterschaften | Einzelwettbewerbe | Einzelwettbewerbe | Einzelwettbewerbe | Einzelwettbewerbe | Staffelwettbewerbe | Staffelwettbewerbe | Staffelwettbewerbe |
| Jahr                | Ort                 | Einzel            | Sprint            | Verfolgung        | Massenstart       | Damenstaffel       | Mixedstaffel       | S.-M.-Staffel      |
| ------------------- | ------------------- | ----------------- | ----------------- | ----------------- | ----------------- | ------------------ | ------------------ | ------------------ |
| 2023                | Oberhof             | 45.               | 18.               | 7.                | 18.               | 7.                 | 5.                 | 14.                |
| 2024                | Nové Město          | 52.               | 32.               | 13.               | –                 | 7.                 | –                  | –                  |
| 2025                | Lenzerheide         | 24.               | 71.               | –                 | –                 | 12.                | 2.                 | 14.                |

### Jugend-/Juniorenweltmeisterschaften
Voborníková nahm bis 2019 an den Jugend-, ab 2020 an den Juniorenwettkämpfen teil.
| Weltmeisterschaften | Weltmeisterschaften | Einzelwettbewerbe | Einzelwettbewerbe | Einzelwettbewerbe | Damenstaffel  |
| Jahr                | Ort                 | Einzel            | Sprint            | Verfolgung        | Damenstaffel  |
| ------------------- | ------------------- | ----------------- | ----------------- | ----------------- | ------------- |
| 2018                | Otepää              | 29.               | 5.                | 20.               | 5.            |
| 2019                | Osrblie             | 2.                | 11.               | 2.                | 8. (Junioren) |
| 2020                | Lenzerheide         | 36.               | 38.               | 17.               | 5.            |
| 2021                | Obertilliach        | 27.               | 11.               | 7.                | 13.           |
| 2022                | Soldier Hollow      | 3.                | 1.                | 1.                | DNF           |